# Radikal 116
Radikal 116 mit der Bedeutung „Höhle“ ist eines von 23 der 214 traditionellen Radikale der chinesischen Schrift, die mit fünf Strichen geschrieben werden. 
Mit 48 Zeichenverbindungen in Mathews’ Chinese-English Dictionary gibt es relativ viele Schriftzeichen, die unter diesem Radikal im Lexikon zu finden sind.
Das Zeichen 穴 sieht 宂 ähnlich, dem Radikal 40 mit zwei weiteren Strichen.
Das Radikal „Höhle“ nimmt nur in der Langzeichen-Liste traditioneller Radikale, die aus 214 Radikalen besteht, die 116. Position ein. In modernen Kurzzeichen-Wörterbüchern kann es sich an ganz anderer Stelle finden. Im Neuen chinesisch-deutschen Wörterbuch aus der Volksrepublik China steht es zum Beispiel an 128. Stelle.
Die Siegelschrift-Form dieses Schriftzeichens lässt einen Raum (Erdeingang) erkennen, dem die Darstellung zweier Fenster oder Öffnungen hinzugefügt ist. Als Zeichenkomponente wird 穴 häufig als (Schatzdeckel) beschrieben.
Der Radikal fungiert mit einem Graskopf (艹) versehen in dem Wort (Abdeckmatte für Getreide), nur einmal als Laut, ansonsten immer als Sinnträger. Dann stellt es seine Zeichen in das Bedeutungsfeld Höhle, wie in 窍 (= Öffnung), 窟窿 (= Loch), 窝 (= Nest), 窥 (= heimlich blicken), 帘 (= Vorhang am Fenster, 窖 (in 地窖 = Keller).
Das Zeichen 突 (tu = voranstürmen, plötzlich) ist zusammengesetzt aus der Höhle (穴) und dem Hund (犬): ein aus der Höhle hervorschießender Hund).

## Schriftzeichenverbindungen, die vom Radikal 116 regiert werden
| Striche | Zeichen                |
| ------- | ---------------------- |
| +0      | 穴                     |
| +01     | 穵                     |
| +02     | 究 穷                  |
| +03     | 穸 穹 空 穻 突         |
| +04     | 穼穽穾穿窀窂窃         |
| +05     | 窄窅窆窇窈窉窊窋窌窍窎 |
| +06     | 窏窐窑窒窓窔窕         |
| +07     | 窖窗窘窙窚窛窜窝       |
| +08     | 窞窟窠窡窢窣窤窥窦窧   |
| +09     | 窨窩窪窫窬窭           |
| +10     | 窮窯窰窱窲窳窴竃       |
| +11     | 窵窶窷窸窹窺窻窼窽     |
| +12     | 窾窿竀竁竂邃           |
| +13     | 竄 竅                  |
| +14     | 竆                     |
| +15     | 竇                     |
| +16     | 竈 竉                  |
| +17     | 竊                     |

 Im Unicodeblock Kangxi-Radikale ist das Radikal 116 unter der Codepointnummer 12.147 (U+2F73) codiert.